# 玩偶

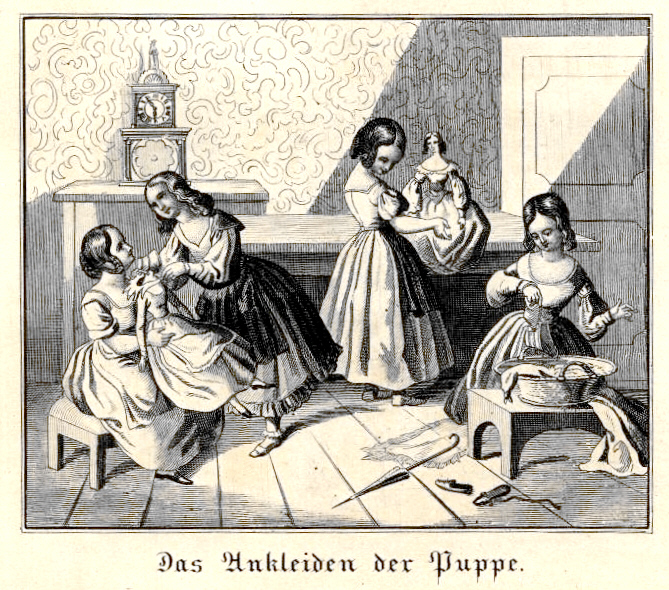
给洋娃娃穿衣服，1844年

玩偶一詞泛指模仿人或動物造型的賞玩物品，其中形若人類的稱為人偶。人偶、玩偶的外型面貌，從抽象到擬真，涵蓋不同種族、年齡、性別的外型，因各國、各民族的需求與文化背景而發展出地域特性及文化特色。製作材料包括玻璃、金屬、土、木、布、陶瓷、樹脂等。

## 别名
粤语称为公仔。闽南话、潮汕话、台湾话称为翁仔/尪仔（潮汕地区俗写安仔）。

## 用途

### 祭典儀式
在古老的社會裡，人偶往往是真人在祭典儀式中的替身。後來這種人偶做得益發精美，而進一步發展成裝飾品及玩具。

### 賞玩遊樂
泛稱用來作給兒童的玩具，用以安慰小孩、供其玩耍。例如中國古代的磨合羅（磨喝樂）。有些娃娃的設計會反映社會的流行與思潮，並期望培養小孩對社會角色的認同感。此外也有大人進行收藏。

### 研究教學
有些擬真娃娃會全面或部份地講求跟人類一樣的精細，用以教學、研究或特定用途。

## 種類
- 洋娃娃（Fashion doll，直釋：時尚娃娃），與可動人形最大的分別是只是身軀或頭部是塑膠，衣物和太多數頭髮就用布料和人造纖維製作。最著名品牌有：
  - 芭比娃娃
  - 貝姿娃娃（Bratz）
  - 精靈高中（Monster High）
  - 迪士尼公主
  - 莉卡娃娃（Licca）
  - 珍妮娃娃
  - 芙拉娃娃
  - MIMI娃娃（The MIMI doll）
  - 佩莉普娃娃（Pullip）
  - 仙蒂娃娃（Sindy）
  - 魔法俏佳人
  - 可兒娃娃（Kurhn）
  - 布萊絲
- 填充娃娃（毛絨玩具、布娃娃）
  - 泰迪熊
  - 袜子娃娃（Sock Doll）
- 娃娃屋人偶（Toy House Doll）
  - 口袋波莉（Polly Pocket）
  - Shopkins
  - 森林家族（Forest Homestea）
  - Lundby
  - 摩比
  - 萬能麥斯
  - 女生派對驚喜（Miss Party Surprise）
- 溫蒂娃娃（Wendy）
- 皮威娃娃（Pee Wee）
- 紙娃娃（Paper doll）
- 非洲娃娃（African doll）
- 晴天娃娃（日语：てるてる坊主，意指晴天和尚）
- 巫蠱娃娃（Voodoo doll）
- 霍皮娃娃（Hopi Kachina dolls）
- Q比娃娃（Kewpie）
- 美國女孩（American Girls）
- 樂樂天使（Lalaloopsy）
- Ddung娃娃（Ddung）
- 驚喜娃娃 (LOL Surprise)
- Party Pop Teenies
- 胡桃鉗人偶（Nutcracker）
- 小錫兵（Tin soldiers）
- 不倒翁
- 日本娃娃
- 俄羅斯套娃
- 大頭娃娃、搖頭娃娃（Bobblehead doll）
- 名人娃娃（Celebrity doll）
- 企業娃娃「公仔」（Enterprise doll）
  - 大同寶寶
  - 佐藤象（Sato Elephant）
  - 王子麵寶寶（Prince Instant Noodles）
  - 新力寶寶（Sony）
- 可動人像（Action Figure），這名詞是為1964年孩之寶推出的特種部隊G.I. Joe所創的新詞，目的是為了吸引男孩玩家。
  - 義勇羣英
  - 變形金剛
  - 小馬寶莉
  - 超人系列
  - 假面騎士系列
  - 球體關節人偶
    - SD娃娃
    - figma
    - S.H.Figuarts
    - 黏土人
    - 包膠素體

- 手辦（人形模型、手辦模型）
- 人形（figure，起初指的是人形的雕像和塑像，但至今意义逐渐转变至指代所有特定人物的人物模型）

## 参看
人偶 (漫画)